# Into the Wild
Az Into the Wild Eddie Veddernek, a Pearl Jam énekesének első szólóalbuma, mely az azonos című film zenéjeként készült el.

## Áttekintés
A színészként ismertebb, ám rendezőként is elismert Sean Penn volt az, akinek ösztönző hatására Vedder elkészítette ezt az albumot a Magyarországon Út a vadonba címen a mozikba került filmhez. A film végén a stáblistában Michael Brookot említik a film zenéjének szerzőjeként (Vedder a filmben elhangzó dalokon dolgozott elsősorban). A Hard Sun című számban (szerző: Gordon Peterson, aki Indio művésznéven adta ki az eredeti dalt a Big Harvest lemezen) a Sleater-Kinneyből ismert énekesnő, Corin Tucker vokálozik, és a filmben több más folk-ballada között hangzik el. A Society című dalt Vedder Jerry Hannannal együtt szerezte.
A filmzenei album a 11. helyen nyitott a Billboard 200 amerikai albumslágerlistán, több mint 39 000, az első héten eladott példánnyal. 2007 novemberének elejéig a lemezből 100 000 darab kelt el.
A Vedder komponálta Guaranteeet 2008-ban Golden Globe-díjjal jutalmazták mint legjobb eredeti betétdalt, s Grammy-díjra is jelölték a legjobb, filmhez, TV-műsorhoz vagy egyéb vizuális médiához írt dal kategóriában. Ezenfelül maga az album is szerepelt a Golden Globe öt versenyzője között a legjobb eredeti filmzene kategóriában.

## Számok
Az összes dalt Eddie Vedder szerezte, kivéve a jelzetteket.
1. Setting Forth – 1:37
2. No Ceiling – 1:34
3. Far Behind – 2:15
4. Rise – 2:36
5. Long Nights – 2:31
6. Tuolumne – 1:00
7. Hard Sun (Indio) – 5:22
8. Society (Jerry Hannan) – 3:56
9. The Wolf – 1:32
10. End of the Road – 3:19
11. Guaranteed – 7:22
  - Az utolsó dalban egy rejtett dal is helyet kap, a Guaranteed dúdolt verziója, körülbelül két perces csendet követően a Guaranteed eredeti változata után.

### iTunes bónuszdalok
1. No More – 3:38
2. Photographs – 1:00
3. Here’s to the State (Koncertfelvétel a VH1 Storytellersben) (Phil Ochs) – 5:52
4. No More (Koncertfelvétel Nijmegenben) – 4:32

## Helyezések

### Album
| Év   | Lista                       | Helyezés |
| ---- | --------------------------- | -------- |
| 2007 | The Billboard 200           | 11       |
| 2007 | Top Internet albumok        | 11       |
| 2007 | Új-zélandi albumslágerlista | 34       |
| 2007 | Ausztrál albumslágerlista   | 39       |
| 2007 | Német albumslágerlista      | 68       |

### Kislemezek
| Év   | Cím      | Lista                    | Helyezés |
| ---- | -------- | ------------------------ | -------- |
| 2007 | Hard Sun | US Modern Rock Tracks    | 13       |
| 2007 | Hard Sun | Canadian Digital Singles | 17       |

## Alkotók
- Eddie Vedder - minden hangszer
- Corin Tucker - háttérvokál a "Hard Sun"c. dalban
- Jerry Hannan - gitár és háttérvokál a "Society" c. dalban
- Adam Kasper, Eddie Vedder - producerek
- Adam Kasper - felvételek
- Adam Kasper, Eddie Vedder - audió mixelés
- John Burton, Sam Hofstedt - hangmérnök
- Bob Ludwig - masterelés
- George Webb III - hangszertechnikus
- Mike Kutchman - assistance
- Eddie Vedder (Jerome Turner álnéven) - album-koncepció
- Brad Klausen, Eddie Vedder - borító-elrendezés és dizájn
- Sato Masuzawa - művészeti vezető
- Chuck Zlotrick, François Duhamel - Emile Hirsch-ről készített fényképek
- Anton Corbijn - a hátsó borítón található fotó Eddie Vedder-ről

Köszönet:
- Jon Krakauernek
- A McCandless családnak
- Emile Hirsch-nek
- Brian Dierkernek

Külön köszönet:
- Sean Pennek
- Christopher McCandless emlékére